# Institut de recherche de l'École navale
 (mai 2019).
Si vous disposez d'ouvrages ou d'articles de référence ou si vous connaissez des sites web de qualité traitant du thème abordé ici, merci de compléter l'article en donnant les références utiles à sa vérifiabilité et en les liant à la section « Notes et références ».
L’Institut de recherche et d'études navales (IRENav) est un centre de recherche et de formation scientifique pluridisciplinaire sous la tutelle de l’École navaleet de l’École nationale supérieure d'arts et métiers. Créé en 2025 par transformation de l'institut de recherche l'école navale, le laboratoire est labellisé  Équipe d’Accueil (EA3634) dans le cadre de la contractualisation des laboratoires de l’École nationale supérieure d’arts et métiers et évalué par le Haut Conseil de l'évaluation de la recherche et de l'enseignement supérieur,. Il est labellisé Institut Carnot dans le cadre du CARNOT ARTS. 
L'IRENAV développe des activités de recherche dans les domaines de la mécanique, de la conversion d'énergie et du traitement de l'information maritime appliqués au navire du futur. Il est le support de la formation scientifique des élèves-officiers ingénieurs de l’ École navale dans les domaines de la Mécanique, de l’Énergie, de l’Acoustique Sous-Marine, du Traitement du Signal, des sciences de l'Informatique. 
Il est constitué  d’environ 60 personnes dont une trentaine d’enseignants-chercheurs, une quinzaine de doctorants et le personnel de soutien technique et administratif pour la recherche et la formation scientifique.
Les activités de l’institut se veulent duales avec des retombées à la fois  militaires et civiles. Les enjeux militaires relèvent de la supériorité informationnelle  et la supériorité technologique.Les activités de recherche relèvent de la physique des fluides et des structures et l’énergie sous l’angle de l’hydrodynamique et de l’électrotechnique associés aux vecteurs navals,  de l’observation du milieu maritime à l’aide de techniques d’acoustique sous-marine (ASM) et des systèmes d’information. Les recherches sont organisées autour de quatre themes : le traitement de la donnée maritime, l'acquisition et l'analyse de la donnée physique et la phénomènologie associée, l'optimisation des vecteurs navales, et les sciences sociales au travers du commandement et le facteur humain dans le contexte de systèmes techniques en environnement complexes.

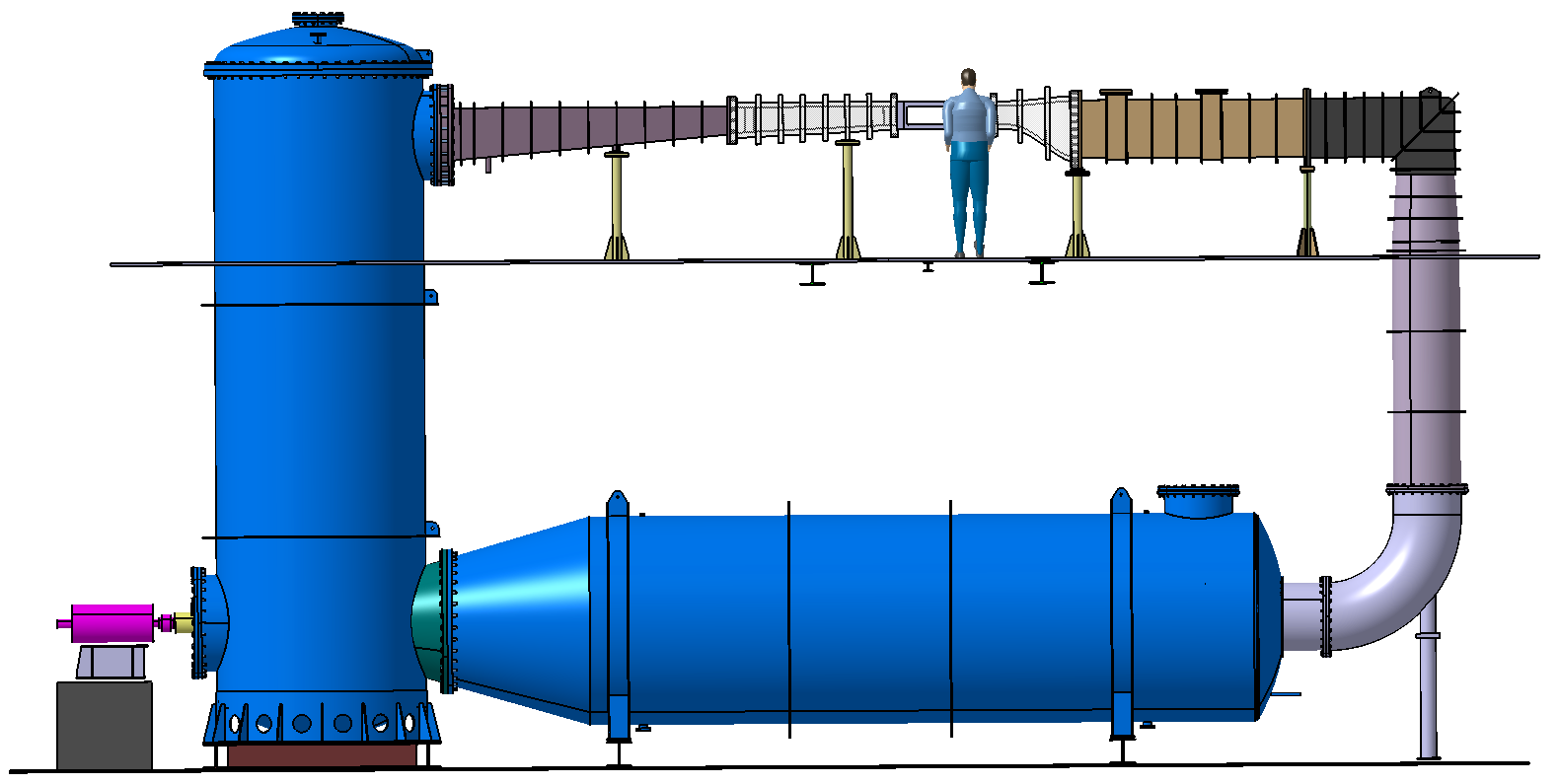
IRENAV - plateforme d'étude hydrodynamiques

## L'axe données physiques et phénomènologie associee
L'axe  pluridisciplinaire en mécanique des fluides et électrotechnique. La recherche y est organisée suivant deux axes en interaction. Le premier relève de l’hydrodynamique, et en particulier des interactions fluide structure en fluide lourd et des écoulements diphasiques. Le second traite de la conversion d’énergie vue sous l'angle de la modélisation et la conception de chaînes de conversion et du développement de machines électriques non conventionnelles pour la propulsion. L'équipe dispose de moyens expérimentaux uniques (plateforme hydrodynamique, instrumentation )  et développe des techniques de mesures à haute valeur ajoutée pour caractériser et comprendre les phénomènes physiques propres aux systèmes navals. Le caractère amont et dual des recherches de l'équipe permet d’ouvrir les recherches au domaine de l’énergie au sens large comme celui de la propulsion navale pour le navire du futur et celui prospectif des Énergies Marines.

## L'axe Traitement de l'Information Maritime
la recherche est orientée vers le traitement de l’information maritime, impliquant des domaines de recherche complémentaires : les sciences de l’information, le traitement du signal.et la cyber défense. Dans le domaine des Sciences de l’Information, les recherches développées relèvent de la théorie et de la modélisation des informations géographiques et temporelles et de l'IA cognitive. Les travaux en traitement du signal relevent de l'analyse temps-fréquence, de la représentation par graphe et de la détection de signaux faibles associes aux systèmes de détection et de classification (AIS, acoustique , radar)s'appuyant sur des approches classiques ou de techniques relevant de l'IA. Une activité de l'axe relève du domaine transverse de la cyberdéfense en lien avec  la chaire de "Cyberdéfense des systèmes navals".    

## La chaire de «Cyberdéfense des systèmes navals»
La chaire de "Cyberdéfense des systèmes navals" a été créée en octobre 2014 sous tutelle de la Marine nationale dans le cadre du plan d’action cyber décidé par le Ministre des armées ; elle bénéficie d’une légitimité affirmée dans le domaine naval sur les sujets relatifs à la recherche en cybersécurité de la marétique. 
Les 2 partenaires industriels Naval Group et Thales (leaders de leur secteur) et les enseignants chercheurs (experts scientifiques en cyberdéfense) confortent l’expertise cyber de la chaire. La chaire de cyberdéfense des systèmes navals s’inscrit au cœur d’un écosystème stratégique porté par des problématiques d'attaques cybernétiques  dans le milieu maritime. Le projet bénéficie, depuis l’origine, du soutien de la Marine nationale, de la région Bretagne et du Pôle d’Excellence Cyber.

## Les formations civiles dispensées à l'IRENAV
- Le master recherche M2 spécialisé en Mécanique et Énergie en Environnement Naval  (École navale- Arts et Métiers ParisTech) :

Cette formation de niveau M2 est orientée principalement sur l’acquisition des connaissances approfondies relatives à l’étude amont des systèmes en environnement naval par une approche sensiblement pluridisciplinaire. Cette formation s’appuie sur les compétences et les moyens uniques de l’IRENav dans les domaines de recherche. Ce master recherche M2 est proposé en cotutelle entre l’École navale et l’ENSAM et ouvre des perspectives de formation doctorale au sein de l’IRENav et de ses partenaires académiques et industriels.  

- Atlantic Master in Ship Operations and Naval Engineering (AMASONE)

L’École navale et l’École Centrale de Nantes se sont associées pour proposer une offre de formation de niveau master international en ingénierie navale et conduite des opérations navales. Ce master s’adresse principalement à des étudiants étrangers qui désirent parfaire leur formation en France dans les disciplines du génie maritime. Cette formation à l’hydrodynamique et à la propulsion s’appuie sur une expérience pratique du pilotage des navires et donne une place importante aux techniques de conduite d’opérations.

## Localisation
- École navale de Lanvéoc-Poulmic